# Rock'n'roll (dans)
Rock'n'roll var hela 1960-talet en sällskapsdans utan akrobatik och var den swingdans man dansade innan bugg kom. Dansen dansades kanske även på 1950- och 1970-talen. En bild av hur dansen såg ut kan man få på youtube. Youtube-videorna är från Australien och Nederländerna. Oklart om man dansade rock'n'roll på detta sätt i Sverige på 1960-talet. Den visade dansen liknar i stora stycken bugg.
Namnet rock'n'roll har olika betydelser i olika delar av världen. Som framgår av föregående stycke betyder 50-tals eller 60-tals rock'n'roll en dans som har stora likheter med bugg i Australien och Nederländerna. I Kanada betyder rock'n'roll den dans som här i Europa heter boogie woogie. I Tyskland betyder rock'n'roll den dans som hos oss heter lindy hop eller jitterbug.
Nu (2013) är rock'n'roll en spektakulär tävlingsdans som har sina grunder i äldre dans till rockmusik och nära besläktad med tävlingsformen boogie woogie. Rock (2013) som dans är utpräglat akrobatisk med höga kast och volter. Rock'n'roll är i Sverige en del av Svenska Danssportförbundets verksamhet.